# Звезда (футбольный клуб, Таллин)
«Звезда» — бывший советский футбольный клуб из Таллина, выступавший в чемпионате Эстонской ССР.

## История
Представлял Советскую армию. О преемственности к ранее существовавшим армейским клубам из Таллина сведений нет[уточнить]. 
С 1985 года выступал в высшей лиге чемпионата Эстонской ССР среди КФК. В это же время, после расформирования ряда армейских футбольных команд в Средней Азии (такшкентский «СКА-Восток» и др.) возникла потребность в армейских командах в других регионах, поэтому большое число футболистов из Средней Азии было направлено проходить службу в таллинской «Звезде».
Клуб выигрывал титул чемпиона Эстонской ССР в 1986 и 1989 годах, в 1985 году был вторым, в 1987 году — третьим. В сезоне 1986 года не проиграл ни одного матча. С 1990 года не принимал участие в соревнованиях заметного уровня и был расформирован.

## Состав
В 1986 году игроки клуба составили костяк юниорской сборной Эстонской ССР на Спартакиаде народов СССР, при этом большинство игроков, привлечённых из «Звезды», не были уроженцами республики. Ожидалось, что команда станет безнадёжным аутсайдером, однако неожиданно она одержала две победы (над Киргизией и Арменией) и сыграла вничью с Ленинградом. Среди игроков «Звезды» того состава — Владлен Баушев, Евгений Лиферов, Вадим Любушин, Сергей Максименко, Алексей Дергачёв, Николай Миронов, а также местные воспитанники Сергей Брагин, Валерий Чмиль. Также в разные годы за клуб играли среднеазиаты Салохитдин Гафуров, Ураз Туракулов, Михаил Прилепин, Владимир Иванчихин, Равшан Базаров, Рустам Дурманов, Игорь Пуцков, россияне Виктор Панченко и Валерий Брошин. Тренировал клуб Виктор Павлович Клочков.

## Статистика выступлений
| Сезон | Дивизион                | Место | Участники | Игры | В  | Н | П | ЗМ | ПМ | РМ  | Очки |
| ----- | ----------------------- | ----- | --------- | ---- | -- | - | - | -- | -- | --- | ---- |
| 1985  | Чемпионат Эстонской ССР | 2     | 12        | 22   | 18 | 1 | 3 | 71 | 14 | +57 | 37   |
| 1986  | Чемпионат Эстонской ССР | 1     | 12        | 22   | 18 | 4 | 0 | 56 | 16 | +40 | 40   |
| 1987  | Чемпионат Эстонской ССР | 3     | 12        | 22   | 16 | 2 | 4 | 68 | 25 | +43 | 34   |
| 1988  | Чемпионат Эстонской ССР | 5     | 12        | 22   | 13 | 2 | 7 | 49 | 24 | +25 | 28   |
| 1989  | Чемпионат Эстонской ССР | 1     | 12        | 22   | 17 | 3 | 2 | 57 | 15 | +42 | 37   |